# Norauea Village (ort i Marakei)
Norauea Village är en ort i Kiribati.   Den ligger i örådet Marakei och ögruppen Gilbertöarna, i den nordöstra delen av landet, 80 km norr om huvudstaden Tarawa. Norauea Village ligger 10 meter över havet och antalet invånare är 311.
Terrängen runt Norauea Village är mycket platt.  Närmaste större samhälle är Rawannawi Village, 6,8 km nordväst om Norauea Village. 